# Learning to Fly
Learning to Fly és una de les cançons del grup de rock progressiu britànic Pink Floyd. Va aparèixer el 1987 a l'àlbum A Momentary Lapse of Reason i a l'àlbum recopilatori Echoes: The Best of Pink Floyd el 2001. És probablement la cançó que va portar més èxit al disc, del qual fou single, Continua amb sense pausa des de Signs of Life, i va ser una peça tocada en els espectacles Shine On You Crazy Diamond i Sings of Life a les gires dels dos últims discos.

## Crèdits
- David Gilmour - veus, guitarres, caixa de ritmes
- Nick Mason - percussió, efectes sonors
- Bob Ezrin - caixa de ritmes
- Jim Keltner - acoustic drum samples
- Jon Carin - teclats
- Tony Levin - baix
- Darlene Koldenhaven, Carmen Twillie, Phyllis St. James et Donnie Gerard - cors